# طريقة ماكابي وتيل
طريقة ماكابي وتيل في الكيمياء (بالإنجليزية:McCabe-Thiele method) هي طريقة للرسم البياني ابتكرها ماكابي وتيل عام 1925 لتحليل تقطير سائل ثنائي (مخلوط سائلين).

وتستخدم تلك الطريقة حقيقة أن كل طبق نظري أو كل مرحلة توازن سائل-بخار يعتمد على الجزء المولي لأحد السائلين.
وتعتمد الطريقة على افتراض ثبات الأجزاء المولية:
- أن حرارة الغليان المولية للسائلين متساوية
- أن كل مول من سائل يتبخر، يعادله مول من البخار يتكثف
- أن تكون حرارة الذوبان وفقد الحرارة في عامود التقطير مهملة.

## إنشاء الرسم البياني لماكابي وتيل
تبدأ بالحصول على بيانات التوازن سائل-بخار للمخلوط المكون من سائلين.

Figure 1: رسم ماكابل وتيل البياني لفصل سائلين.

ثم تبدأ برسم المحور السيني x معطيا الجزء المولي للسائل ذو درجة غليان منخفضة في السائل. ونرسم المحور الصادي y معطيا الجزء المولي ذو درجة غليان منخفضة في البخار.
ثم نقوم برسم مستقيم يبدأ من نقطة الصفر للرسم البياني إلى النقطة التي يتساوى فيها x = y في الرسم. يساعدنا هذا الخط المائل بزاوية 45 درجة على تكملة الرسم البياني.
ثم نرسم خط التوازن بوضع البيانات التوازن سائل-بخار vapour-liquid equilibrium الخاصة بالسائل ذو الغليان المنخفض، والتي تمثل نسبة تكوين البخار في حالة التوازن لكل قيمة لتركيب الحالة السائلة. ونرسم خطوطا (حمراء) رأسية من المحور السيني لتقابل الخط x = y ، خط لمخلوط التموين feed (في الوسط)، وخط يعطي تركيبة السائل المقطر المطلوبة (الخط الأحمر إلى اليمين في الرسم) distillate composition ، وكذلك خط ثالث (إلى اليسار) يعطي تركيب السائل الباقي في القاع.
وفي الخطوة التالية نرسم الخط المساعد للجزء النقي نسبيا (أعلى من خط التموين) لعامود التقطير (وهو ممثل باللون الأخضر). وعند تقاطع خط السائل المقطر distillate composition مع الخط x = y نرسم خط عمل الفصل بميل إلى أسفل قيمته = (Δy/Δx) = L / (D + L)
حيث:
L: معدل السريان المولي لإعادة السريان، D : معدل السريان المولي للسائل المقطر.

### مثال
بفرض أن معدل سريان إعادة السريان L = 1000 مول/ ساعة ومعدل سريان السائل المقطر D = 590 مول/ساعة، يكون ميل خط العمل الفصل 1000 / (590 + 1000) = 0.6، مما يعني أن احداثيات كل نقطة y على الخط تقل بنسبة 0.63 وحدة لكل انخفاض بقيمة وحدة كاملة على المحور السيني.

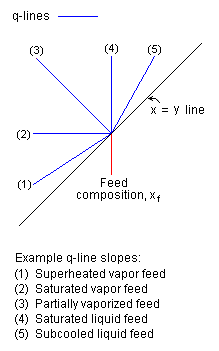
Examples of q-line slopes

ثم نبدأ برسم الخط الأزرق (انظر الشكل) من الخط x = y بحيث يتقاطع مع خط عمل الفصل.

## اقرأ أيضا
- تقطير جزئي
- تقطير النفط
- تقطير إتلافي
- تقطير جاف